# Zoila Yadira Guerra de Castillo
Zoila Yadira Guerra de Castillo (La Concepción, Bugaba, 29 de junio de 1957, Panamá) es una científica panameña, se le considera la primera doctora en ingeniería industrial de Panamá.
Durante su trabajo en la Dirección de Gestión y Transferencia de Conocimiento de la Universidad Tecnológica de Panamá (UTP), durante el periodo 2014-2018,  logró crear y gestionar el Proyecto de Innovación Tecnológica Patentable de la UTP
Reconocida en la República de Panamá como una de las 24 Pioneras de la Ciencia dentro de más de 250 mujeres científicas en el país.

## Biografía
Nació en La Concepción, distrito de Bugaba, provincia de Chiriquí de Panamá. Su madre, Rufina Morales, procedía de una familia numerosa de 14 hermanos, cuyo padre creía que las mujeres no se debían educar. Rufina, ya casada, logra terminar los estudios secundarios en la escuela nocturna.
Incluso su madre, ya en edad avanzada, quiso estudiar Ingeniería. No lo logró, pero fue siempre un ejemplo para su hija, quien reivindicaría el deseo de su madre al convertirse en la primera doctora en ingeniería industrial de Panamá.
Su padre, Juan Manuel Guerra de profesión maestro, pertenecía a la primera promoción de maestros formados en la Escuela Normal de Santiago, en los años treinta. Tenía una educación integral muy completa y le encantaba aprender. En la casa familiar siempre había libros y se fomentaba la lectura.  
Sus estudios primarios los cursó en la Escuela Justo Abel Castillo, y los secundarios en el colegio Daniel Octavio Crespo, ambos en La Concepción. 
Estudió Licenciatura en Ingeniería Industrial en la Universidad Tecnológica de Panamá (Panamá,1987) su Maestría en Ingeniería Industrial en la UTP (Panamá. 1999), Doctorado en Filosofía (PhD.), en Ingeniería Industrial, en Iowa State University, Estados Unidos de América (2006), “luego de aplicar cuatro veces para obtener una beca Fulbright entre 1995 y 2002, que fue el año en que la consiguió con el puntaje más alto de Centroamérica”.
Se le considera una innovadora en impulsar la educación continua en la UTP (1995) al crear programas de videoconferencias vía satélite que permitían capacitar al personal de la universidad a distancia, un antecedente de la educación digital que aceleró la pandemia a causa de COVID-19 desde el año 2020. 
Como gerente nacional, Panamá inició en 2009 la participación en el  Programa para la Evaluación Internacional de los Alumnos (PISA, por sus siglas en inglés) que hace un diagnóstico de las competencias de los estudiantes del país. 
Es profesora y líder de Investigación en el Centro de Investigación e Innovación en Cadena de Suministro y Logística- UTP (CIILCA)

## Trayectoria

### Vida académica
Es profesora titular desde hace más de 35 años en la Facultad de Ingeniería Industrial de la UTP. En este periodo ha ocupado los cargos de coordinadora de la carrera de Ingeniería Mecánica Industrial, jefa del Departamento de Logística y Cadena de Suministro. También ha participado en comités de revisión de reglamentos de investigación, evaluación de infraestructura para la investigación en la UTP. Parte del comité para la Creación de la Maestría en Ciencias en Ingeniería de la Cadena de Suministro. Miembro del comité para la creación de la Licenciatura en Ingeniería de la Cadena de Suministro. Miembro de la Comisión para la evaluación de la Licenciatura en Logística y Transporte Multimodal y de la creación de la Licenciatura en Ingeniería de la Cadena de Suministro.
Coordinadora de la Red de I+D de  CYTED  en Innovación a nivel iberoamericano. CECIAC es una red de investigación conformada por 8 países y 10 instituciones cuyo objetivo es fortalecer las capacidades de gestión de la innovación en las universidades. Única red coordinada por Panamá 2019-2023. De esta experiencia nació el libro "Construcción y Evaluación de Capacidades de Gestión de Innovación en las universidades", uno de los productos elaborados bajo su coordinación de la Red CECIAC, reconocida como una red destacada de CYTED.
Como directora nacional de Investigación de la UTP le correspondió desarrollar la política y estrategia de investigación de la UTP. Promover las iniciativas que puedan alinearse con los objetivos estratégicos de investigación y las prioridades de la UTP, como trabajar con organizaciones externas tipo empresas, agencias gubernamentales y otras universidades para establecer asociaciones y asegurar la financiación de proyectos de investigación, además de brindar apoyo a investigadores, profesores y estudiantes en la consecución de sus objetivos de investigación. Atender a la población total de todo el país, el campus principal y los siete centros regionales de la UTP. 

### Creación y gestión de innovación tecnológica patentable
Durante el periodo 2014-2018, como directora de Gestión y Transferencia de Conocimiento, impulsó y gestionó el Proyecto de Innovación Tecnológica Patentable de la UTP con la consecución de 52 solicitudes internacionales de patentes tecnológicas (PCT), récord país y región, que posicionó a la UTP en el top 50 del Ranking de Universidades en generación de solicitudes de patentes. Gestión de 167 solicitudes PCT de patente a nivel nacional, colocando así a Panamá en el número 1 en solicitudes PCT por millón de habitantes en América Latina. 2014-2018. 
Tiene tres solicitudes de patente PCT
- Envase aislante para bebidas: https://patentscope.wipo.int/search/es/detail.jsf?docId=WO2017042756&_cid=P10-LHAMAC-30685-1
- Contenedor aislante térmico https://patentscope.wipo.int/search/es/detail.jsf?docId=WO2017042667&_cid=P10-LHAMAC-30685-1
- Enhebrador automático de agujas https://patentscope.wipo.int/search/es/detail.jsf?docId=WO2017042770&_cid=P10-LHAM9B-30165-1

### Vida académica y profesional internacional
- Profesora visitante en el Centro de Logística y Transporte del Massachusett Institute of Technology, Estados Unidos. 2009
- Profesora de la Maestría en Ciencias en Ingeniería de la Cadena de Suministro.   Programa de Maestría Dual entre UTP y Georgia Institute of Technology, Estados Unidos. 2010- actualidad
- Consultora para la CEPAL-ONU: Desarrollo de estudios sobre la distribución de vacunas en Centroamérica. 2020-2021
- Consultora para el Banco Interamericano de Desarrollo (BID) en el Desarrollo de la Estrategia Logística Nacional de Panamá- ELN Año 2016-2017.
- Representante de Panamá de la Red Global de Capacitación con sede en la Universidad Estatal de San Diego. 1997-2001.

### Vida profesional nacional
- Participó en el Mapeo -Diagnóstico de Procesos de Comercio Exterior de Panamá, identificando los cuatro nodos de comercio exterior, Puertos Atlánticos y desde el Pacífico, el Aeropuerto de Tocumen y la frontera con Costa Rica. Evaluación de tiempos y costos de instituciones gubernamentales como aduanas y empresas privadas. Determinar cuellos de botella a través de la variabilidad de los procesos y especificar sus causas a través del diagrama de Ishikawa. 2013-2014.
- Parte de los consultores en el desarrollo del Plan Nacional de Logística. Año 2014
- Representante de la UTP en el Consejo Nacional de Logística. Entidad encargada del plan de desarrollo logístico de Panamá. Se realizaron reuniones de consenso para establecer los nichos de valor agregado de Panamá. 2012-2014
- Gerente Nacional de Proyecto PISA 2009: diseño y validación de instrumentos, definición de la población a evaluar, selección de muestras, logística de aplicación de instrumentos, procesamiento y captura de datos, elaboración del Informe Nacional. El Programa para la Evaluación Internacional de Estudiantes (PISA), consiste en la Evaluación de Habilidades para la Vida de estudiantes de 15 años de todo el país y llevada a cabo por la Organización para el Crecimiento y el Desarrollo Económico (OCDE), en la que participan 66 países de todo el mundo que constituyen el 90% de la economía mundial. En Panamá, el instrumento fue validado para 1.500 estudiantes en 49 escuelas de todo el país y la aplicación se realizó a 5.000 estudiantes en 500 escuelas del país, además de encuestar a los padres de cada estudiante y a los directores de las escuelas.

### Membresía Profesional
- Miembro del IEEE  Women in Engineering. Panama Chapter.
- Miembro de   Transportaton Research Forum. Panama Chapter
- Institute of   Industrial and Systems Engineering IISE
- Production and  Operation Management Science POMS
- Asociación Panameña de Ejecutivos de la Cadena de Abastecimiento APECA
- Consejo  Empresarial Logístico COEL.  Comité  de Estudios Logísticos

### Méritos académicos
- Doctora en Filosofía (PhD.), en Ingeniería Industrial, Iowa State University, Estados Unidos de América. 2006 Becaria Fulbright
- ·Profesora visitante del Massachusetts Institute of Technology. Becario visitante Fulbright. Año 2009
- Maestría en Ingeniería Industrial, Universidad Tecnológica de Panamá, Panamá. 1999
- Licenciatura en Ingeniería Industrial, Universidad Tecnológica de Panamá, Panamá. 1987
- Certificación de estudios de Transferencia de Tecnología. University of California at Davis. 2014
- Certificación de estudios de Economía. Iowa State University. 1995

## Publicaciones recientes
1. Evaluación de la cadena de suministro de vacunas contra el COVID-19 en Centroamérica: realidades, retos y posibles soluciones.  JM Castillo y Zoila Yadira Guerra de Castillo. LC/TS.2022/105. 01/09/2022 .   Documentos de Proyectos. CEPAL, 36
2. Estudio de distribución de vacunas contra el COVID-19 en América Latina y el Caribe: el caso de Panamá. Centro de distribución de vacunas para la región.  Z Guerra de Castillo, JM Castillo. CEPAL. 08/08/2022
3. La internacionalización en la Educación Superior en Ingeniería durante la pandemia de Covid 19 Movilización regional en línea: El caso de universidades Centroamericanas.  Z Castillo, A Castillo. IX Congreso Universitario Centroamericano CSUCA, 17/06/2021
4. Potencial de los Servicios Logísticos de Valor Agregado después de la Expansión del Canal de Panamá, Capítulo 5, del libro Supply Chain Management and Logistics: A Multi Country Perspective. Emerald Insight. 2018.
5. "Incertidumbre en la Cadena de Suministro Marítimo: El Canal de Panamá". Actas de la 20ª Conferencia de Investigación del Instituto de Ingeniería Industrial (IIE), IERC-11, 2011
6. Cadena de Suministro Marítimo: Canal de Panamá, Actas de la 61ª Conferencia Anual del IIE Mayo 21-24/-2011 Reno, Nevada
7. Modelo estocástico de programación de talleres de flujo para el Canal de Panamá.  Revista de la Sociedad de Investigación Operativa (2010), 1-12